# André Turcat
André Édouard Turcat (ur. 23 października 1921 w Marsylii, zm. 4 stycznia 2016 w Beaurecueil) – francuski pilot doświadczalny i wojskowy, polityk oraz historyk sztuki, od 1980 do 1981 poseł do Parlamentu Europejskiego I kadencji.

## Życiorys
Syn Emile’a i Claire z domu Fleury. Pochodził z rodziny przemysłowców, jego wuj był założycielem producenta samochodów Turcat-Méry. W 1942 ukończył studia w École polytechnique, studiował także teologię katolicką oraz uzyskał doktorat z historii sztuki. Pod koniec II wojny światowej był pilotem w Wojskach Wolnych Francuzów. Później walczył w I wojnie indochińskiej, gdzie wyróżnił się jako pilot transportowca Douglas C-47 Skytrain w trudnych misjach. Służbę wojskową zakończył ze stopniem majora. Ze względu na wysokie umiejętności w 1950 skierowany do szkoły dla pilotów testowych École du personnel navigant d’essais et de réception. Od połowy lat 50. uczestniczył w lotach doświadczalnych różnych maszyn, pracował kolejno dla Nord Aviation, Sud Aviation i Aérospatiale, w dwóch ostatnich pełnił funkcję dyrektora ds. lotów testowych. W 1958 otrzymał prestiżowe Trofeum Harmona za rozpędzenie Nord 1500 Griffon II do prędkości Ma 2,19, pobił także rekord prędkości osiągnięty przez ten statek powietrzny o ponad 100 km/h; po raz drugi otrzymał to wyróżnienie w 1973. 2 marca 1969 był pierwszym pilotem, który kierował samolotem Concorde, zaś 1 października tego roku został jednym z dwóch pilotów tej maszyny, którym jako pierwszym udało się przekroczyć barierę dźwięku.
Wstąpił do Zgromadzenia na rzecz Republiki. W latach 1971–1977 zastępca mera Tuluzy. Od października 1980 do września 1981 sprawował mandat posła do Parlamentu Europejskiego, gdzie zastąpił Marie-Madeleine Dienesch. Należał do Europejskich Postępowych Demokratów. Był autorem kilku publikacji poświęconych lotnictwu i historii sztuki, a także działaczem różnych organizacji (m.in. założycielem Académie de l’air et de l’espace).
Był żonaty z Elisabeth Borelli, miał trzech synów.

## Odznaczenia
Odznaczony Legii Honorową I klasy, Orderem Narodowym Zasługi I klasy, Krzyżem Wojennym Zamorskich Teatrów Operacyjnych oraz Medalem Lotniczym, a także Orderem Imperium Brytyjskiego III klasy. Wybrany także członkiem Académie des Sciences, Agriculture, Arts et Belles-Lettres w Aix-en-Provence.